# André Hunebelle
André Hunebelle (ur. 1 września 1896 w Meudon, zm. 27 listopada 1985 w Nicei) – francuski reżyser filmowy. Twórca m.in. trzech komedii o Fantomasie z Louisem de Funèsem i Jeanem Marais w rolach głównych.

## Filmografia
- Tajemnice Paryża (Les Mystères de Paris, 1962)
- Fantomas (1964)
- Fantomas powraca (1965)
- Fantomas kontra Scotland Yard (1966)

W ciągu 30 lat swojej reżyserskiej kariery (1948-77) zrealizował w sumie ponad 30 filmów.